# Marc Caro
Marc Caro (født 2. april 1956) er en fransk filmskaber, særlig kendt for sit samarbejdet med Jean-Pierre Jeunet.